# Оганян Карен Геннадійович
Карен Оганян (рос. Карэ́н Генна́дьевич Оганя́н; нар. 25 червня 1982, Москва, СРСР) — російський футболіст, нападник. Виступав за молодіжну збірну Росії.

## Життєпис
Вихованець московського «Торпедо». У 2000 році почав виступати за «Торпедо-2». У 2001 році зіграв 1 матч за основу «Торпедо» в чемпіонаті Росії. Усього за «Торпедо» в чемпіонаті Росії провів 15 матчів і забив 2 м'ячі. У 2003 році виступав за столичний клуб «Торпедо-Металург». У лютому 2004 року підписав контракт з «Аланією» з Владикавказа.
У жовтні 2005 року в статусі вільного агента перейшов до харківського «Металіста». У чемпіонаті України дебютував 30 жовтня 2005 року в домашньому матчі проти ужгородського «Закарпаття» (4:1). Усього в сезоні 2004/05 років зіграв 4 матчі в чемпіонаті України.
Пізніше перейшов у «КАМАЗ» з Набережних Човнів. У сезонах 2008 і 2009 років грав на правах оренди в клубах - «Зірка» (Іркутськ) і «Волгар-Газпром». У 2010 році виступав за «Аланію». Навесні 2011 року разом з Наріманом Гусаловим підписали контракт з клубом Латвійської Вищої ліги «Юрмала-VV». 1 серпня 2011 року перейшов у «Промінь-Енергію».